# 謝夫沙萬省
35°10′17″N 5°16′11″W / 35.17139°N 5.26972°W
謝夫沙萬省（阿拉伯语：‎），是摩洛哥的省份，位於該國北部，由丹吉爾-得土安-胡塞馬大區負責管轄，首府設於舍夫沙萬，面積4,180平方公里，2004年人口547,000，人口密度每平方公里1,257人。